# Helgelandsbrua
Die Helgelandsbrua ist eine Straßenbrücke über den Leirfjord in Norwegen. Sie verbindet das zur Kommune Leirfjord in der Provinz Nordland gehörende Festland mit dem Teil der Insel Alsta, der zur Kommune Alstahaug gehört.

## Lage
Die 30 km lange Insel Alsta wird von den über 1000 m hohen Bergen der Sieben Schwestern in einen größeren westlichen Teil getrennt, der von der Küstenstraße Fv17 über die Helgelandsbrua erschlossen wird. Im Süden der Insel führt die Fv17 über eine weitere Brücke nach Tjøtta. Die zwei auf der Rückseite der Insel liegenden Dörfer werden von der Sundøybrua mit dem Festland verbunden.

## Beschreibung
Die Helgelandsbrua ist eine 1065 m lange und 12 m breite Schrägseilbrücke mit zwei Fahrspuren und einem Geh- und Radweg an der westlichen Seite. Ihre Brückendurchfahrtshöhe beträgt 45 m. Vor der Brücke sind automatische Anzeiger der Windgeschwindigkeit angebracht.
Die Fahrbahntafel der Brücke ist eine aerodynamisch geformte Spannbeton-Platte mit zwei Randbalken und mit einer Bauhöhe von 1,20 m. Die beiden rautenförmigen Pylone aus Stahlbeton haben oberhalb der Fahrbahnplatte einen Hohlquerschnitt, darunter einen Vollquerschnitt. Sie sind bis zu 30 m tief im Wasser gegründet.
Die Brücke wurde von Holger S. Svensson entworfen und zwischen 1989 und 1991 ausgeführt.